# Wurm (rivière)
Pour les articles homonymes, voir Wurm.
La Wurm (néerlandais : Worm) est une rivière allemande de 57 km de long qui coule dans le land de Rhénanie-du-Nord-Westphalie. Elle est un affluent de la Rour et donc un sous-affluent de la Meuse.
La rivière passe en son haut cours dans la ville d'Aix-la-Chapelle, mais y est canalisée et invisible au centre-ville.